# 吴野松
吴野松（1958年10月—），辽宁辽阳人。汉族。加入中国共产党。中国社会科学院研究生院货币银行专业毕业。
1976年，在辽宁省海城县英落公社下乡。1979年至1989年，先后任鞍山化纺总厂细纱车间工人、产品销售处科员、副科长、总厂商场经理、工业布分厂厂长、附企公司总经理。1989年，任鞍山合成纤维厂副厂长兼丝织印染厂厂长。1992年，任鞍山合成(集团)股份有限公司董事长兼总经理。1997年6月，任鞍山市人民政府副市长。1998年1月，任鞍山市人民政府市长助理。1998年11月，任鞍山市人民政府副市长(1997年至2003年兼高新技术产业开发区主任)。2003年，任中共鞍山市委常委、常务副市长。2007年，任辽宁省中小企业厅厅长。2011年5月，任中共铁岭市委副书记、代市长（2012年1月当选市长）。2013年2月，任中共铁岭市委书记。
2013年，被选为第十二届全国人民代表大会辽宁地区代表。
2016年8月，据中共辽宁省纪委消息，经中共辽宁省委批准，吴野松涉嫌严重违纪，目前正接受组织调查。2018年，因犯受贿罪、行贿罪被判处有期徒刑14年，并处罚金500万元。